# Hyllisia conradti
Hyllisia conradti là một loài bọ cánh cứng trong họ Cerambycidae.